# Шемрі-Шеері
Шемрі-Шеері (фр. Chémery-Chéhéry) — муніципалітет у Франції, у регіоні Шампань-Арденни, департамент Арденни. Шемрі-Шеері утворено 1 січня 2016 року шляхом злиття муніципалітетів Шеері i Шемрі-сюр-Бар. Адміністративним центром муніципалітету є Шемрі-сюр-Бар. Населення — 523 особи (01.01.2021).